# فرودگاه تک‌بانده آرنلد
فرودگاه تک‌بانده آرنلد (به انگلیسی: Arnold Airstrip) یک فرودگاه خصوصی است که یک باند فرود خاک دارد و طول باند آن ۴۵۷ متر است. این فرودگاه در کشور ایالات متحده آمریکا قرار دارد و در ارتفاع ۱۲۶۱ متری از سطح دریا واقع شده‌است.